# Club Atlético River Plate 1966
Questa voce raccoglie le informazioni riguardanti il Club Atlético River Plate nelle competizioni ufficiali della stagione 1966.

## Stagione
Ultimo torneo nazionale a girone unico prima dell'avvento della doppia competizione Metropolitano-Nacional. Il River affronta la manifestazione con una rosa composta da vari nazionali argentini, posta sotto la supervisione di Renato Cesarini. L'andamento della formazione è positivo, tanto che la squadra giunge a cinque punti dal campione, il Racing Club de Avellaneda, che si aggiudica il vantaggio decisivo alla trentaseiesima giornata, con la vittoria sul Gimnasia La Plata.

## Maglie e sponsor
| Casa | Trasferta |

## Rosa
| N. |                      | Ruolo | Calciatore           |
| -- | -------------------- | ----- | -------------------- |
|    | Argentina (bandiera) | P     | Humberto Ballesteros |
|    | Argentina (bandiera) | P     | Amadeo Carrizo       |
|    | Argentina (bandiera) | P     | Hugo Gatti           |
|    | Argentina (bandiera) | D     | Mario Bonczuk        |
|    | Paraguay (bandiera)  | D     | Juan Bordón          |
|    | Argentina (bandiera) | D     | Roque Ditro          |
|    | Argentina (bandiera) | D     | Marcelo Etchegaray   |
|    | Argentina (bandiera) | D     | Eduardo Grispo       |
|    | Argentina (bandiera) | D     | Juan Carlos Guzmán   |
|    | Argentina (bandiera) | D     | Alfredo Mackeprang   |
|    | Uruguay (bandiera)   | D     | Roberto Matosas      |
|    | Argentina (bandiera) | D     | José Minore          |
|    | Argentina (bandiera) | D     | Roberto Morcillo     |
|    | Argentina (bandiera) | D     | Rubén Paira          |
|    | Argentina (bandiera) | D     | Carlos Panizo        |
|    | Argentina (bandiera) | D     | José Ramos Delgado   |
|    | Argentina (bandiera) | D     | Alberto Sainz        |
|    | Uruguay (bandiera)   | D     | Horacio Troche       |
|    | Argentina (bandiera) | D     | José Varacka         |

| N. |                      | Ruolo | Calciatore                 |
| -- | -------------------- | ----- | -------------------------- |
|    | Argentina (bandiera) | C     | Vladislao Cap              |
|    | Argentina (bandiera) | C     | Hugo D'Ambrosio            |
|    | Argentina (bandiera) | C     | Enrique Santiago Fernández |
|    | Argentina (bandiera) | C     | Ermindo Onega              |
|    | Argentina (bandiera) | C     | Pedro Ornad                |
|    | Argentina (bandiera) | C     | Martín Pando               |
|    | Cile (bandiera)      | C     | Eladio Rojas               |
|    | Argentina (bandiera) | C     | Juan Carlos Sarnari        |
|    | Argentina (bandiera) | C     | Héctor Siles               |
|    | Argentina (bandiera) | C     | Jorge Solari               |
|    | Argentina (bandiera) | A     | Luis Artime                |
|    | Uruguay (bandiera)   | A     | Luis Cubilla               |
|    | Brasile (bandiera)   | A     | Delém                      |
|    | Argentina (bandiera) | A     | Juan Carlos Lallana        |
|    | Perù (bandiera)      | A     | Miguel Loayza              |
|    | Argentina (bandiera) | A     | Oscar Más                  |
|    | Argentina (bandiera) | A     | Ricardo Ramón Pérez        |
|    | Argentina (bandiera) | A     | Miguel Rivarola            |

## Statistiche

### Statistiche di squadra
| Competizione | Punti | Totale | Totale | Totale | Totale | Totale | Totale | DR  |
| Competizione | Punti | G      | V      | N      | P      | Gf     | Gs     | DR  |
| ------------ | ----- | ------ | ------ | ------ | ------ | ------ | ------ | --- |
| PD           | 56    | 38     | 22     | 12     | 4      | 66     | 26     | +40 |
| Totale       | -     |        |        |        |        |        |        | -   |